# Параграфски знак
Параграфски знак или алинеја (¶) је типографски знак који се обично користи за означавање индивидуалних пасуса. Овај неалфабетски симбол варира у зависности од штампаног облика, али овде наведени облик је типичан. У средњем веку се овим знаком обележавао нови ток мисли, пре но што је физички дискретан пасус постао конвенција.